# Felipe Paradynski
Felipe Paradynski dos Santos (Ijuí, 16 de maio de 1994) é um jogador de futsal brasileiro,  que já defendeu as seleções brasileira e armênia .
Foi considerado pelo site especializado Futsal Planet, por dois anos consecutivos (2014 e 2015), como um dos dez melhores jogadores de futsal jovens do mundo. A lista foi apresentada pela Agla Futsal Prêmios 2014 em sua 15ª edição, e considera os melhores jogadores de futsal do mundo com até 25 anos de idade.
Atualmente defende o MFK Ukhta na cidade Ukhta, Rússia.

## Clubes
- Jaraguá Futsal (Brasil)[8]
- Concórdia Futsal (Brasil)[1]
- MFK Tyumen (Rússia)[1][4]
- AE Palma Futsal (Espanha)
- MFK Ukhta (Rússia)

## Títulos
- Campeão da Rússia: 2024-25
- Copa da Liga Russa: 2024
- Torneio Internacional da Oblast de Tyumen: 2023

### Honrarias individuais
- Artilheiro da temporada da Superliga Russa: 2023-24, 2024-25
- Artilheiro da Copa da Liga Russa: 2024, 2024-25